# Sent Prist d'Aissa
Sent Préch d'Aissa (en francès Saint-Priest-sous-Aixe) és un municipi francès situat al departament de l'Alta Viena i a la regió de la Nova Aquitània.

## Demografia
| 1962                                       | 1968 | 1975 | 1982  | 1990  | 1999  | 2007  |
| ------------------------------------------ | ---- | ---- | ----- | ----- | ----- | ----- |
| 850                                        | 915  | 962  | 1.214 | 1.392 | 1.473 | 1.589 |
| Des de 1962: població sense dobles comptes |      |      |       |       |       |       |

## Administració
| Període | Identitat      | Partit |
| ------- | -------------- | ------ |
| 2001-   | Philippe Barry | PS     |